# سیارک ۷۳۸۸۵
سیارک ۷۳۸۸۵ (به انگلیسی: 73885 Kalaymoodley، نامگذاری:1997EV) هفتاد و سه هزار و هشتصد و هشتاد و پنجمین سیارک کشف شده‌است که در ۱ مارس ۱۹۹۷ کشف شد.